# Justus Wockatz

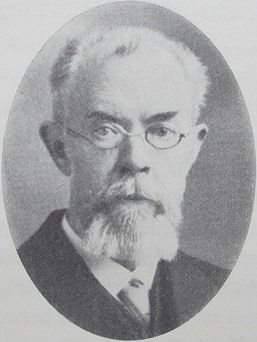
Justus Wockatz.

Justus Bertrand Wockatz, född 8 oktober 1856 i Göteborg, död 27 augusti 1940 i Djursholm, var en svensk lärare och grundläggare av Hagaströms mindre folkskoleseminarium. Han var bror till Carl August Wockatz.
Wockatz avlade studentexamen i Göteborg 1875, studerade i Tyskland och Frankrike. Efter filosofie kandidatexamen vid Uppsala universitet 1883 och studier i jämförande religionshistoria vid universitetet i Leiden vintern 1885–1886 avlade han folkskollärarexamen 1891 samt var 1893–1904 folkskoleinspektör i Hälsingland. Därunder kom hans uppmärksamhet alltmer att riktas på de så kallade mindre folkskolorna, folkskolor med såväl småskole- som folkskoleavdelning, båda skötta av en och samma småskollärarinna. Han fann att deras antal ökades under årens lopp, inte bara absolut, utan även i förhållande till de egentliga folkskolorna, och iakttog, hur svårt arbetet var i dessa mindre folkskolor, inte minst därför, att lärarinnorna, som ju blott genomgått småskoleseminarier, stod handfallna inför uppgiften att undervisa även fyra folkskoleklasser och att leda många klasser på en gång. Han iakttog vidare, att också antalet av s.k. biträdande lärarinnor, även de småskollärarinnor, som undervisade i den egentliga folkskolans 1:a och 2:a klass, växte betydligt. 
Wockatz beslöt att på egen risk försöka ordna ett första mindre folkskoleseminarium, med uppgift att utbilda lärarinnor just för dessa två skolformer, framför allt för de svårskötta mindre folkskolorna. Då dessa huvudsakligen fanns i Norrland och nästan alltid låg mer eller mindre ensligt på landsbygden, ansåg han, att ett seminarium för dem borde förläggas till Norrland och på landet, för att eleverna skulle vänjas vid att trivas på landet. Han inköpte därför ett område i Valbo socken nära Gävle i närheten av Hagaströms järnvägsstation samt lät där 1905–1906 uppföra en seminariebyggnad och 1912 en rektorsbostad.
Då han vid tilltagande ålder ej ville riskera, att seminariet ej skulle fortleva, anhöll han genom gåvobrev 1919 att få överlämna seminariet till staten mot åtnjutande av en årlig ränta på 2,5 % av det på seminariet nedlagda kapitalet. Regering och riksdag godtog 1920 erbjudandet, och seminariet övergick den 1 januari 1921 i statens ägo.
Tillsammans med sin bror Emil upprättade Wockatz 1896 en uppfostringsanstalt vid Gullgruva i Skogs församling för vanartiga gossar. De överlämnade den med insamlade fonder 1905 till Gävleborgs läns landsting. I början av 1900-talet ordnade han med hjälp av intresserade ett vilohem för Gävleborgs läns småskollärarinnor.
Justus Wockatz är begravd på Örgryte gamla kyrkogård.